# Villaret Nou
Villaret Nou és una masia de Sant Hilari Sacalm a la comarca de la Selva, inclosa a l'Inventari del Patrimoni Arquitectònic de Catalunya.

## Descripció
És una masia aïllada als afores del nucli urbà de Sant Hilari Sacalm. S'hi arriba mitjançant un trencall que hi ha al costat dret de la carretera que porta a Villavecchia. La casa es veu des de la carretera.
L'edifici, de planta baixa i dos pisos, està cobert per una teulada a doble vessant, desaiguada a les façanes principal i posterior, amb les encavallades de fusta visibles en el ràfec.
A la façana principal, a la planta baixa, hi ha la porta d'entrada en arc de mig punt format per dovelles i carreus de pedra als brancals. A la clau hi ha la inscripció «J.P. 1978». Al costat dret hi ha una finestra, i dues més al costat esquerre, i també un garatge en aquest costat. Totes les obertures, rectangulars verticals, tenen llinda monolítica i brancals i ampit de pedra.
Al primer i segon pis, hi ha obertures d'iguals característiques, situades en el mateix eix d'obertura que les de la planta baixa. Del primer pis cal destacar la galeria, situada sobre el garatge, amb tres arcs de mig punt, amb capitells flotants.
La façana està arrebossada i pintada de color blanc. A la façana, a l'altura de la planta baixa, hi ha una inscripció que diu «FELIX PONS Y VILLARET 1885». Al costat hi ha dependències.
A la mina associada amb la Font de la Mina de l'Ariet hi havia una bomba d'ariet que pujava l'aigua fins a la masia, sobre el pou de la qual hi constava la data de 1901. Aprofitant el principi físic del cop d'ariet (d’aquí el nom de la mina), i mitjançant un mecanisme relativament simple de tubs i vàlvules, l’energia transmesa per l'aigua caient a través d’una petita conducció servia per empènyer petites quantitats d’aigua cap amunt, tot subministrant un cabal reduït però força constant.

## Història
Aquesta és la casa nova de la família Villaret, construïda el 1885 i reformada el 1978 com indiquen les inscripccions a la façana. Per això, la casa pairal passà a denominar-se Villaret Vell.